# Буків Яр
Буків Яр — гора в Українських Карпатах між масивом Чорногора та   Покутсько-Буковинськими Карпатами. 
Розташована в Верховинському районі Івано-Франківської області.  
Висота становить 1100 м. 
Найближчі населені пункти: Красноїлля, Рівня (Верховинський район).
Не зважаючи на назву, на горі не ростуть буки, тут полонини межують з хвойними лісами. 

## Види з вершини гори Буків Яр

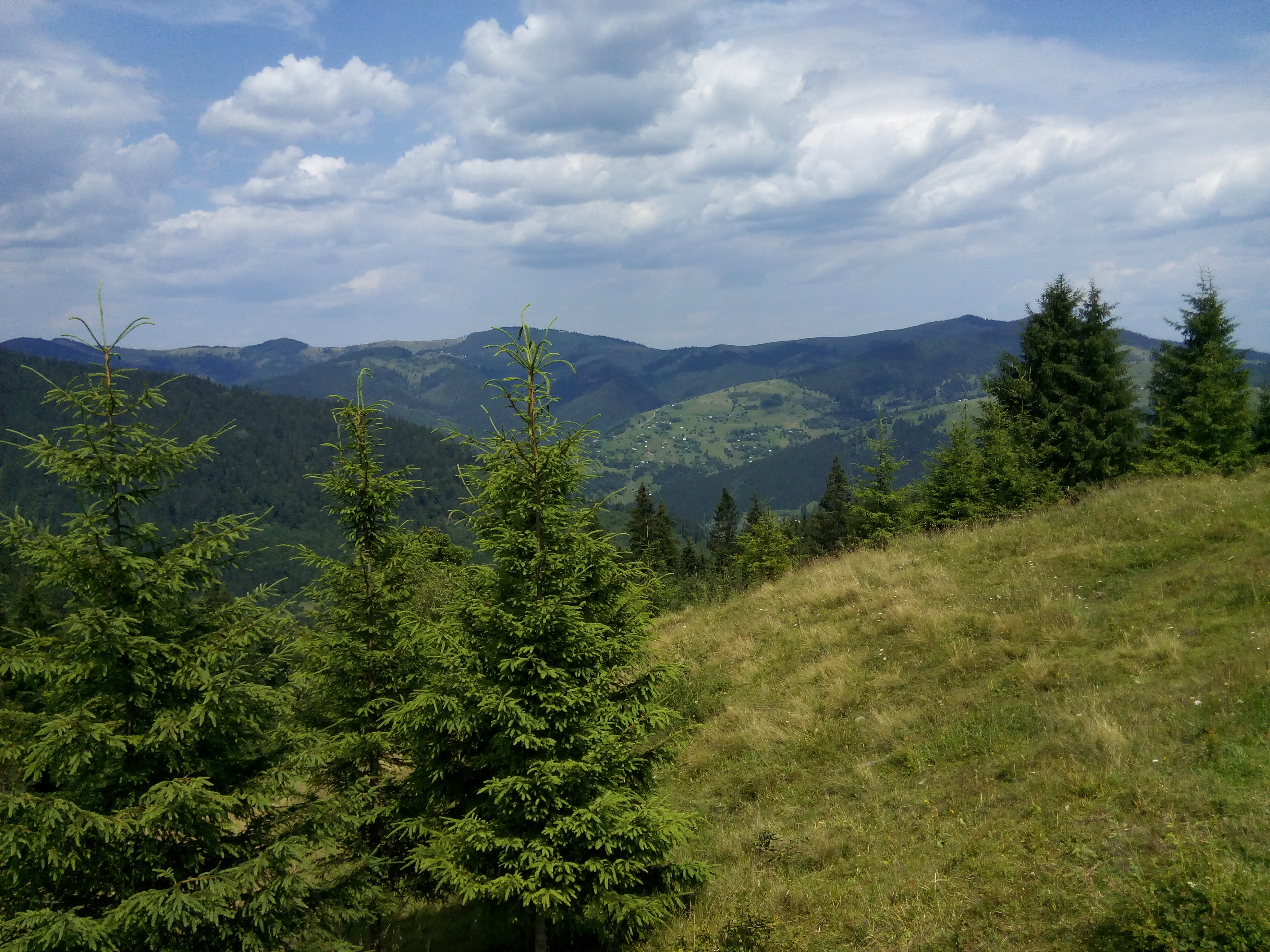

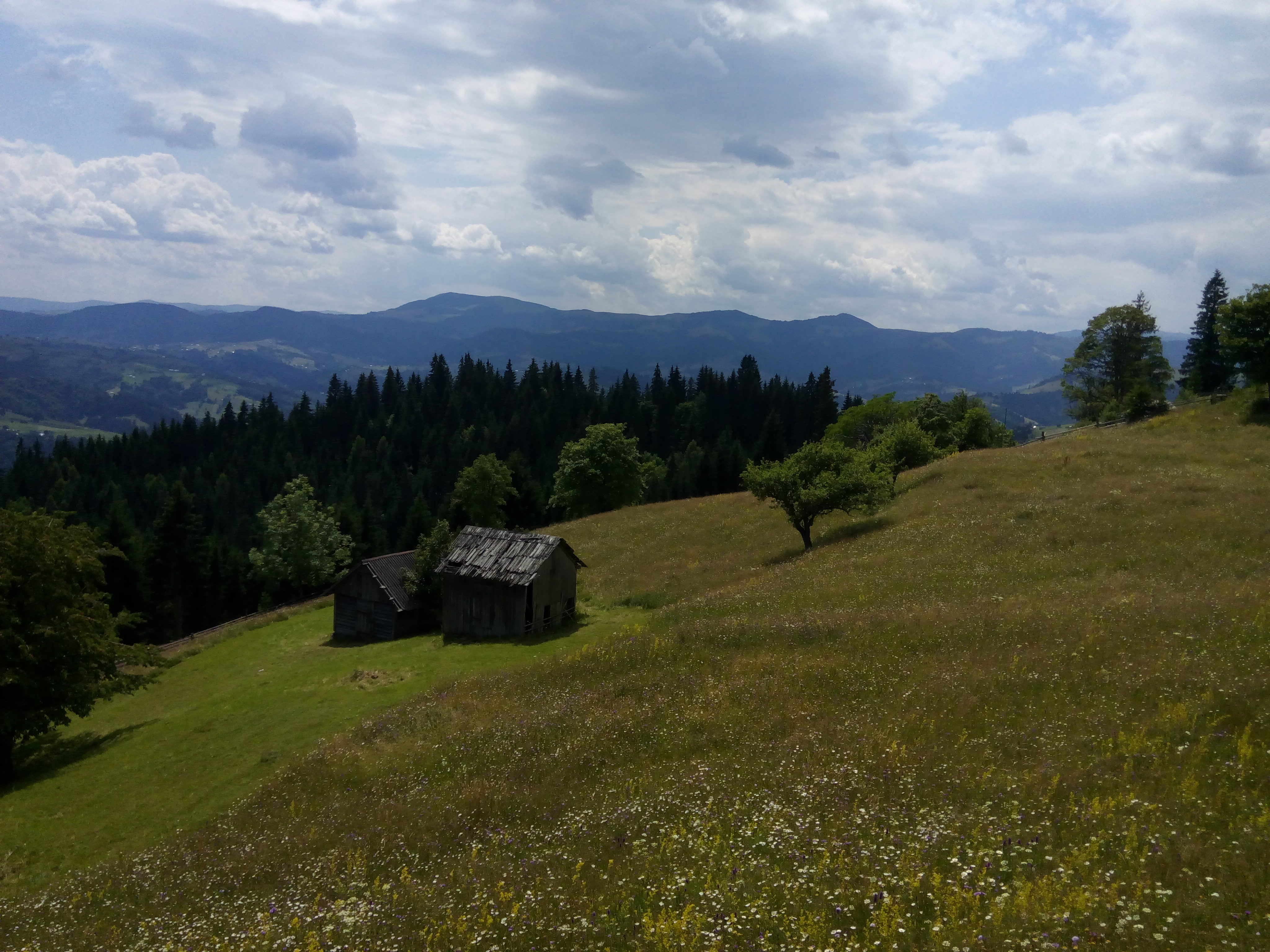

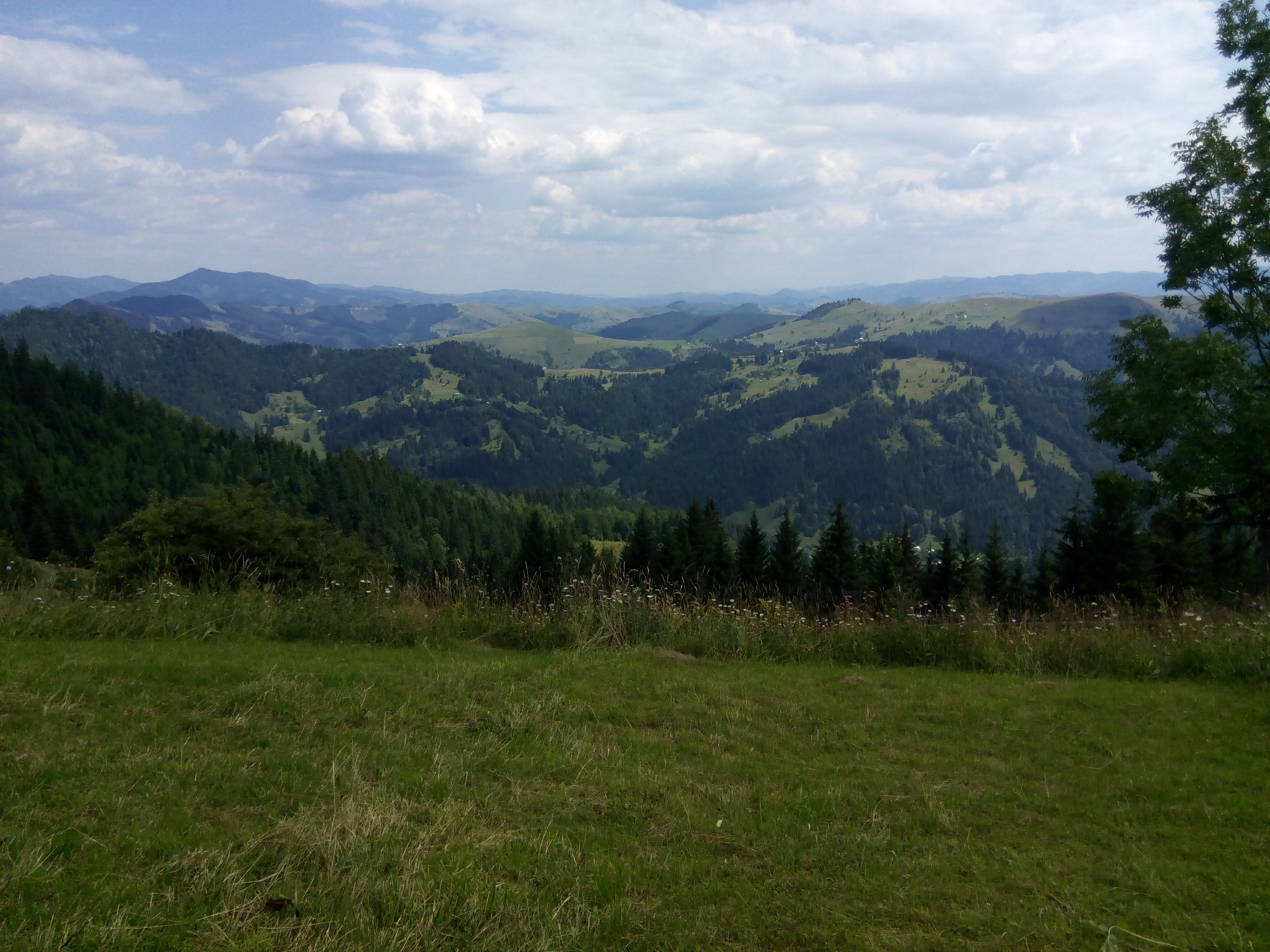